# Grimming
Le Grimming est un pic isolé dominant la vallée de l'Enns, dans le Salzkammergut en Autriche.

## Géographie
Situé à l'est du Dachstein et des monts Kemet, c'est fondamentalement un éperon calcaire du Dachstein. Sa masse imposante l'a longtemps fait passer pour le point culminant de la Styrie, Mons Styriæ altissimus. Il y a au sud-ouest de la pointe une arche naturelle d'environ 50 m de hauteur et de 15 m d'ouverture, le Grimmingtor,  refermée par une paroi de 10 m d'épaisseur. Il se termine à l'est en une épaisse paroi rocheuse, ce qui lui confère, avec un éclairage convenable, l'aspect d'un arc de triomphe. Selon une légende locale se trouve un trésor au-delà de cette gigantesque « porte ».

## Histoire
Le Grimming servit de très tôt de point géodésique pour l'altimétrie : en 1822 le baron Simbschen, commandant de l'armée impériale, fit édifier au sommet un refuge en pierre couronné d'une mire géodésique.

## Randonnée et alpinisme

### Refuges
La Grimminghütte est le seul refuge de cette montagne, et se trouve près de la vallée (966 m) ; en partant du Trautenfels, on peut l'atteindre en une heure de marche. Au nord du sommet, une aire de bivouac a été aménagée en 1949 : on peut toujours s'y abriter en cas de mauvais temps.
Depuis 1949, un bivouac se trouve au nord du sommet. Il peut être utilisé comme abri de fortune en cas de mauvais temps.

### Voies d'escalade

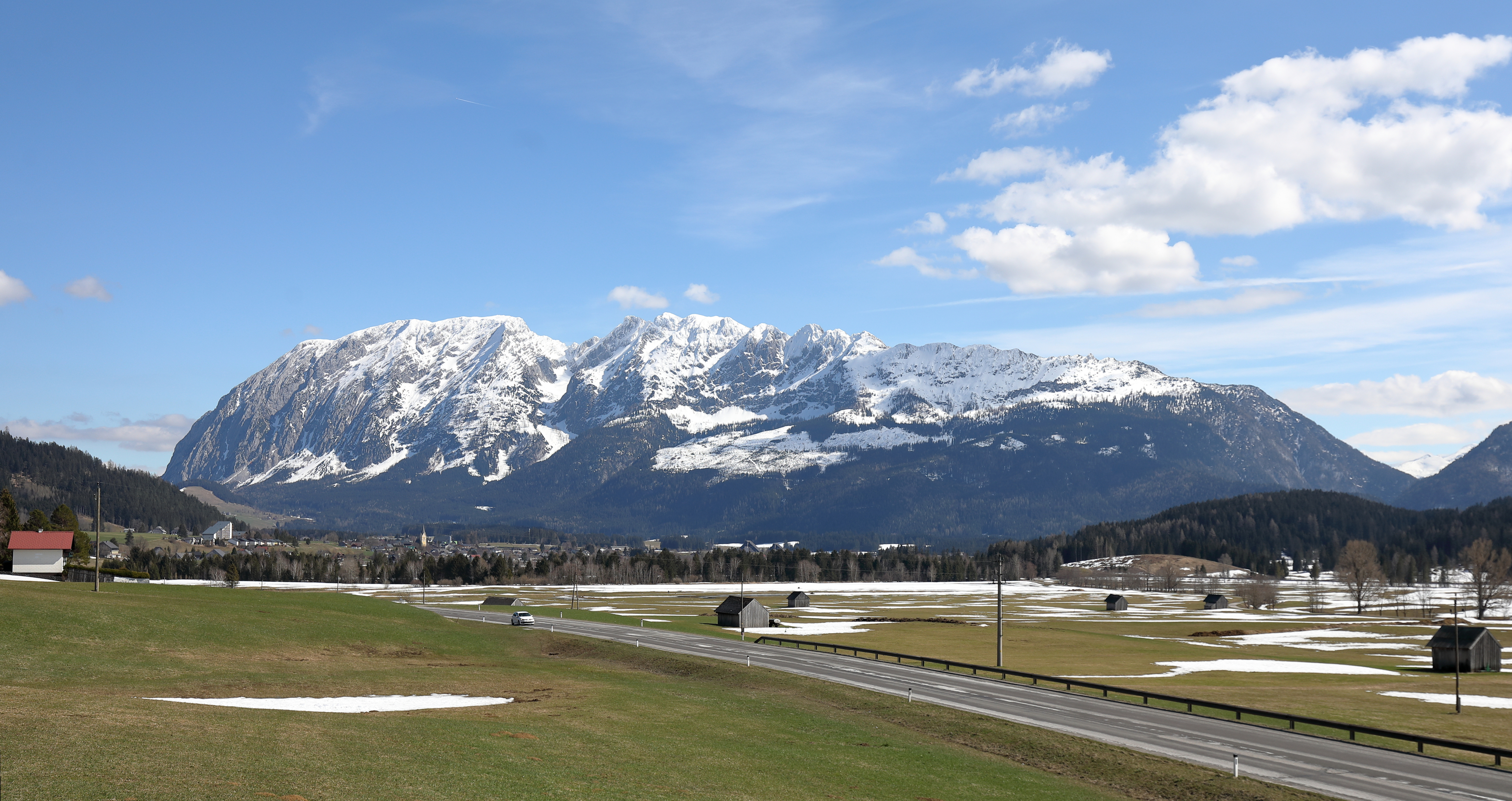
Le Grimming vu du nord-ouest, un après-midi en début de l'été.

Cette montagne a beaucoup de succès auprès des alpinistes, des randonneurs et des skieurs :
- depuis le Trautenfels à travers les crevasses (au sud-est) : c'est la principale voie, par le refuge de la Grimminghütte. Cette voie fut ouverte pour la première fois en 1888 par Heinrich Heß ;
- depuis Kulm (au nord-ouest), en passant derrière le tremplin de saut à ski, à travers le Gipfelkar, où se trouve l'aire de bivouac ;
- depuis le Trautenfels par Kasten et Multereck, pour escalader le premier sommet, situé à l'est (2 176 m), plutôt que le pic lui-même.

Quelle que soit la voie choisie, il faut compter 7 à 8 heures d'ascension pour l'expédition.